# FM-7
Der FM-7 (Fujitsu Micro 7) ist ein Heimcomputer aus den 1980er Jahren mit 8-Bit-Architektur des japanischen Herstellers Fujitsu.

## Beschreibung

Leserumfrage 1989 der Magazine Nikkei Business, Nikkei Computer und Nikkei Personal Computing zur Verbreitung von Heimcomputersystemen

Der FM-7 ist der für den breiten Endkundenmarkt konzipierte Nachfolger des FM-8 – daher intern zeitweise auch als FM-8 Junior bezeichnet – und existierte parallel zu dem primär für die Büronutzung konzipierten, teureren FM-11. Trotz seines günstigeren Einstiegspreises war der FM-7 in einigen Punkten leistungsfähiger als sein Vorgänger, was durch Kostenoptimierungen – etwa die Streichung des teuren Magnetblasenspeichers – erreicht werden konnte.
In seiner ursprünglichen Konfiguration wurde der FM-7 im Zeitraum November 1982 bis April 1984 verkauft. Ab 1984 wurden mehrere Variationen des Models unter der Bezeichnung FM-77 bzw. FM-77 AV veröffentlicht, bis die 8-bit-Produktlinie 1989 durch den FM Towns abgelöst wurde. Mit dem FM-7 und seinen Variationen stand Fujitsu hauptsächlich in Konkurrenz zu den Heimcomputern NEC PC-8801 und Sharp X1, bisweilen auch als die japanische 8-bit-Trinität bezeichnet. Auch wenn der FM-7 nie die Leistungsfähigkeit des PC-88 erreichte, konnte er mit einem guten Preis-Leistungs-Verhältnis punkten.
Ähnlich dem FM-8 wurde auch der FM-7 primär um Chips der Motorola-6809-Reihe konzipiert, von denen jeweils einer als Haupt- und Co-Prozessor verbaut wurde. Die ursprüngliche Baureihe verwendete für den Sound einen AY-3-8910 von General Instrument, ab dem FM-77 AV dann einen Yamaha YM2203. Als interner Speicher wurde eine Festplatte mit 10 oder 20 MB verbaut. Beim Wechseldatenträger gab es je nach Modell die Auswahl zwischen dem externen Anschluss einer Datasette oder ein bis zwei Diskettenlaufwerken. Grafisch bot der FM-7 zunächst eine Auflösung von 640×200 Bildpunkten mit 8 Farben, ab dem FM77 AV dann auch 320×200 Bildpunkten mit 4.096 Farben, in den Spitzenvarianten mit 262.144 Farben.

## Varianten
|                   | FM-7                                   | FM-NEW7                                | FM-77                                  | FM-77 L4                                                   | FM-77 L2                               | FM-77 AV                                  | FM-77 AV20                                | FM-77 AV40                                                                            | FM-77 AV20 EX                             | FM-77 AV40 EX                                                                         | FM-77 AV40 SX                                                                         |
| ----------------- | -------------------------------------- | -------------------------------------- | -------------------------------------- | ---------------------------------------------------------- | -------------------------------------- | ----------------------------------------- | ----------------------------------------- | ------------------------------------------------------------------------------------- | ----------------------------------------- | ------------------------------------------------------------------------------------- | ------------------------------------------------------------------------------------- |
| Jahr              | 1982                                   | 1984                                   | 1984                                   | 1985                                                       | 1985                                   | 1985                                      | 1986                                      | 1986                                                                                  | 1987                                      | 1987                                                                                  | 1988                                                                                  |
| Hauptprozessor    | 68B09                                  | 68B09                                  | 68B09                                  | 68B09                                                      | 68B09                                  | 68B09E                                    | 68B09E                                    | 68B09E                                                                                | 68B09E                                    | 68B09E                                                                                | 68B09E                                                                                |
| Co-Prozessor      | 68B09                                  | 68B09                                  | 68B09E                                 | 68B09E                                                     | 68B09                                  | 68B09                                     | 68B09                                     | 68B09                                                                                 | 68B09                                     | 68B09                                                                                 | 68B09                                                                                 |
| RAM               | 64 KB                                  | 64 KB                                  | 64–256 KB                              | 128 KB                                                     | 64 KB                                  | 128–192 KB                                | 128–192 KB                                | 194–448 KB                                                                            | 128–192 KB                                | 194–448 KB                                                                            | 194–448 KB                                                                            |
| VRAM              | 48 KB                                  | 48 KB                                  | 48 KB                                  | 48 KB                                                      | 48 KB                                  | 96 KB                                     | 96 KB                                     | 144 KB                                                                                | 96 KB                                     | 192 KB                                                                                | 192 KB                                                                                |
| Grafik            | 640×200 (8 Farben) 640×200 (monochrom) | 640×200 (8 Farben) 640×200 (monochrom) | 640×200 (8 Farben) 640×200 (monochrom) | 640×400 (8 Farben) 640×200 (monochrom) 640×200 (monochrom) | 640×200 (8 Farben) 640×200 (monochrom) | 640×200 (8 Farben) 320×200 (4.096 Farben) | 640×200 (8 Farben) 320×200 (4.096 Farben) | 640×400 (8 Farben) 640×200 (8 Farben) 320×200 (262.144 Farben) 320×200 (4.096 Farben) | 640×200 (8 Farben) 320×200 (4.096 Farben) | 640×400 (8 Farben) 640×200 (8 Farben) 320×200 (262.144 Farben) 320×200 (4.096 Farben) | 640×400 (8 Farben) 640×200 (8 Farben) 320×200 (262.144 Farben) 320×200 (4.096 Farben) |
| Sound             | AY-3-8910                              | AY-3-8910                              | AY-3-8910                              | AY-3-8910                                                  | YM2203                                 | YM2203                                    | YM2203                                    | YM2203                                                                                | YM2203                                    | YM2203                                                                                | YM2203                                                                                |
| Diskettenlaufwerk | ---                                    | ---                                    | 1–2 × 3,5″ (320 KB)                    | 1–2 × 3,5″ (320 KB)                                        | 1–2 × 3,5″ (320 KB)                    | 1–2 × 3,5″ (320 KB)                       | 1–2 × 3,5″ (640 KB)                       | 2 × 3,5″ (640 KB)                                                                     | 2 × 3,5″ (640 KB)                         | 2 × 3,5″ (640 KB)                                                                     | 2 × 3,5″ (640 KB)                                                                     |
| Quelle            | [ 2 ]                                  | [ 3 ]                                  | [ 4 ]                                  | [ 5 ]                                                      | [ 6 ]                                  | [ 7 ]                                     | [ 8 ]                                     | [ 9 ]                                                                                 | [ 10 ]                                    | [ 11 ]                                                                                | [ 12 ]                                                                                |